# Sigvid (runristare)
Sigvid är en av sådana runristare, som möjligen inte har ristat några runstenar alls. På U 897 står det att Sigvid, Gillögs son • raisti • runar • iftir • ... där raisti kan vara felstavning för risti "ristade", men snarare antas av forskare som rättstavat "reste" i meningen "reste (stenen med) runor".
En annan Sigvid son till Signjute gjorde runorna för U 958, men Torgöt ristade. Wessen förklarar, att "Sigvid har [...] bestämt inskriftens lydelse och överfört den i runskrift. Torgöt har sedan, efter någon »förskrift» av Sigvid huggit in dennes runor i stenen."